# Composé inorganique
Les composés inorganiques sont les composés chimiques (molécules, polymères mono-, bi- ou tridimensionnels…) étudiés en chimie inorganique. Très généralement, ce sont des composés qui intègrent d'une manière ou d'une autre, un ou plusieurs atomes métalliques dans leur structure. L'ensemble de ces composés est moins connu (environ un million décrits) que l'ensemble des composés organiques (environ sept millions connus), la chimie organométallique faisant en quelque sorte le partage entre composés organiques et inorganiques. D'après Joseph M. Hornback, la distinction entre composés inorganiques et organiques est un peu arbitraire ; par exemple, un composé contenant à la fois du carbone et un métal peut être considéré comme organique ou inorganique.

## Exemples

Complexe de l'EDTA avec un cation métallique.

L'eau, le dioxyde de carbone (composés covalents), ainsi que l'acide chlorhydrique (acide minéral), le chlorure de sodium et le cyanate d'ammonium (composés ioniques) sont des représentants simples.
Tous les complexes, comme ceux associant un métal à un certain nombre de ligands par chélation, sont des composés inorganiques.